# Middletown Springs
Middletown Springs es un pueblo ubicado en el condado de Rutland en el estado estadounidense de Vermont. En el año 2010 tenía una población de 745 habitantes y una densidad poblacional de 12.5 personas por km².

## Geografía
Middletown Springs se encuentra ubicado en las coordenadas 43°28′31″N 72°7′31″O / 43.47528, -72.12528.

## Demografía
Según la Oficina del Censo en 2000 los ingresos medios por hogar en la localidad eran de $35,385 y los ingresos medios por familia eran $43,750. Los hombres tenían unos ingresos medios de $33,214 frente a los $25,114 para las mujeres. La renta per cápita para la localidad era de $18,914. Alrededor del 11.8% de la población estaban por debajo del umbral de pobreza.